# Pot limit
Le pot limit est une structure d'enchère au poker. Elle est semblable au no limit, sinon que la relance maximale autorisée est égale à la valeur actuelle du pot. Cela permet d'éviter une inflation trop rapide du pot pré-flop,.
Elle est particulièrement utilisée en dans la variante Omaha.